# ユビキタスネットワーク
ユビキタスネットワーク（英文表記：ubiquitous network）とは、あらゆるところ、いたるところで利用可能なコンピュータネットワークをさす。野村総合研究所が1999年ごろから提唱し始めた「ユビキタスネットワーク社会」が語源とされる。
ユビキタスコンピューティングを視野に置いた考え方で、ユビキタスコンピューティング社会の具体的なマイルストーンとして捉えられることが多く、日本の国家政策等にもこの用語が多くあらわれる。

## ユビキタスネットワークに関連するプロジェクト
- JST-CREST Project:
  - 豊橋技科大チーム：社会の安全・安心に貢献するユビキタス集積化マイクロセンサの開発：集積回路・センサシステムグループ(ICG)が実現している。
- MEXT（文部科学省）COE,GCOE Project:
  - 国立大学法人・豊橋技術科学大学・COEプログラム：「インテリジェントヒューマンセンシング」
  - 国立大学法人・豊橋技術科学大学・グローバルCOEプログラム：「インテリジェントセンシングのフロンティア」

### u-Japanの委託研究
- ユビキタスネットワーク技術の研究開発（平成15年度〜平成19年度）
  - 超小型チップネットワーキング技術（超小型チッププロジェクト）
    - アクティブ型超小型ノード / 大量ノード管理技術を確立する。
    - YRPユビキタス・ネットワーク研究所が参加

  - ユビキタスネットワーク認証・エージェント技術（UAAプロジェクト）
    - ユビキタス認証エージェント技術を確立する。
    - 株式会社日立製作所、東京大学、日本電信電話株式会社、大阪大学が参加。

  - ユビキタスネットワーク制御・管理技術（Ubilaプロジェクト）
    - ユビキタスネットワークの管理技術を確立する。
    - 九州工業大学、株式会社KDDI研究所、NEC（日本電気株式会社）、富士通株式会社、東京大学、慶應義塾大学、 KDDI株式会社が参加。